# Sicilska zlata bula
Sicilska zlata bula (latinsko Bulla Aurea Siciliæ, češko Zlatá bula sicilská) je odlok cesarja Svetega rimskega cesarstva Friderika II. Hohenstaufna, izdan 26.  septembra 1212, v Baslu, s katerim je potrdil dednost kraljevega naslova češkega kralja Otokarja I. Otokar I. je bil povišan v kralja že leta 1198, vendar njegov naslov ni bil deden.
Kraljevina Češka je z objavo odloka dobila izjemen status v Svetem rimskem cesarstvu.
Otokarjevega predhodnika Vratislava II. je že cesar Henrik IV. leta 1085 na zasedanju v Mainzu povzdignil v češkega kralja. Leto kasneje ga je v Pragi okronal trierski nadškof Egilbert, vendar tudi njegov naslov ni bil deden. Po njegovi smrti leta 1092 ga je njegov brat Konrad I. ponovno nasledil kot češki vojvoda.
Leta 1158 je kralj postal Vratislavov vnuk Vladislav II. Naslov mu je podelil cesar Friderik I. Barbarossa, katerega je spremljal na njegovem pohodu proti Milanu. Tudi Vladislavu II. ni uspelo prenesti naslova na svojega najstarejšega sina in naslednika Bedřiha.  
Septembra 1198 je Bedřihov mlajši polbrat Otokar I. izkoristil rivalstvo med Otonom IV. iz rodbine Welfov in vojvodom Filipom Švabskim, najmlajšim sinom cesarja Friderika Barbarosse, ki sta bila oba izvoljena za kralja Rimljanov. Otokar I. je za svojo podporo od Filipa prejel kraljevi naslov in z manevriranjem med obema stranema dosegel tudi priznanje Otona IV. in papeža Inocenca III. Po atentatu na Filipa in papeževem izobčenju Otona IV. leta 1210 je Otokar I. ponovno zamenjal stran, ko se je leta 1211 skupaj z več knezi udeležil zbora  v Nürnbergu in izvolil mladega Hohenstaufnovega potomca Friderika II. alium imperatorem (za drugega cesarja). Friderik, takratni kralj Sicilije, je odšel na svoje kronanje v Nemčijo in septembra 1212 prispel v Basel. Tu je izdal zlato bulo, ki je potrdila kraljevi naslov Otokarja I. in njegovih dedičev na Češkem.
V skladu s Sicilsko zlato bulo sta Češka in Moravska postali avtonomni in nedeljivi sestavni del Svetega rimskega cesarstva. Kralj Češke ni bil več podvržen imenovanju s strani cesarja in se je moral udeleževati samo zborov Reichstaga blizu meje s Češko. Četudi je bil podložnik Svetega rimskega cesarstva, je bil češki kralj tudi prvi volilni knez (Kurfürst) cesarstva in je moral vsem naslednjim cesarjem priskrbel telesno stražo 300 vitezov, ko so šli s cesarjem v Rim na kronanje. S Sicilsko zlato bulo je Friderik II. tudi izjavil, da bosta on in cesarstvo podelila investituro za Češko samo vladarju, ki ga bo potrdilo češko ljudstvo.
Ko je leta 1346 kralj Karel IV. v svojih rokah združil oblast nad Češko in Nemčijo, je ustanovil Češko krono, ki je ostala izven vrhovne oblasti cesarstva in ni veljala za cesarsko posest.
Ob 800. obletnici objave Sicilske zlate bule je bil dokument septembra 2012 za štiri dni na ogled v Češkem državnem arhivu.

## Vira
- Merinsky, Zdenek; Meznik, Jaroslav (1998). »The making of the Czech state: Bohemia and Moravia from the tenth to the fourteenth centuries«.  V Teich, Mikulas (ur.). Bohemia in History. Cambridge University Press.
- Pleszczynski, Andrzej (2011). The Birth of a Stereotype: Polish Rulers and their Country in German Writings c. 1000 A.D. Brill.